# Rakuska Kopa
Rakuska Kopa (słow. Svišťov hrb, Svišťový hrb) – niewybitne wzniesienie w Rakuskiej Grani – końcowym fragmencie długiej południowo-wschodniej grani Wyżniego Baraniego Zwornika w słowackich Tatrach Wysokich. Znajduje się pomiędzy Rakuską Przełęczą, która oddziela go od Złotej Czuby w północno-wschodniej grani Małego Kieżmarskiego Szczytu, a położonym nieco wyżej Rakuskim Przechodem odgraniczającym ją od Rakuskiej Czuby. Od północnej strony stoki opadają do Doliny Zielonej Kieżmarskiej, od południowej do Doliny Huncowskiej.
Na północ do Doliny Zielonej Kieżmarskiej opada z Rakuskiej Kopy płaska grzęda nazywana Lendacką Uboczą. Rozdziela ona Zadni Lendacki Żleb zbiegający z Rakuskiej Przełęczy i Skrajny Lendacki Żleb z Rakuskiego Przechodu.
Przez pobliski Rakuski Przechód przechodzi znakowana czerwono Magistrala Tatrzańska. Prowadzi ona z Doliny Łomnickiej na tę przełęcz i dalej w dół Skrajnym Lendackim Żlebem i Lendacką Uboczą do Doliny Zielonej Kieżmarskiej. Drogi przez obie sąsiednie przełęcze są ważnym połączeniem pobliskich dolin także dla taterników – prowadzą tędy najłatwiejsze szlaki zejściowe z masywu Kieżmarskich Szczytów. Przejście granią pomiędzy Rakuską Przełęczą a Rakuskim Przechodem przez Rakuską Kopę jest proste i zajmuje ok. 10 min. Dawniej na Rakuski Przechód prowadził też znakowany żółto szlak z Niżniej Rakuskiej Przełęczy trawersujący szczyt Rakuskiej Czuby. Zimą dogodne jest wejście od strony Doliny Huncowskiej i Doliny Łomnickiej, natomiast teren po stronie Doliny Kieżmarskiej jest zagrożony lawinami, także na Magistrali Tatrzańskiej.
Polska nazwa Rakuskiej Kopy i innych sąsiednich obiektów wywodzi się od wsi Rakusy (Rakúsy).
Pierwsze wejścia letnie i zimowe na Rakuską Kopę miały miejsce przy okazji pierwszych wizyt na Rakuskiej Czubie.